# Aéroport de Lamezia Terme
L'aéroport de Lamezia Terme (code IATA : SUF • code OACI : LICA) est un aéroport situé à 10 km du centre de la ville calabraise de Lamezia Terme.

## Histoire
Le projet date de 1966 et est inauguré en 1976.

## Situation

### Carte des aéroports en Italie
| \| 100 km1:7 506 000 \| Abruzzes Alghero Ancône Bari Bergame Bologne Bolzano Brescia Brindisi Cagliari Catane Comiso Grosseto Coni Elbe Florence Foggia Gênes Lamezia Terme Lampedusa Milan L. Milan M. Naples Olbia Palerme Pantelleria Parme Pérouse Pise Reggio de Calabre Rimini Rome C. Rome F. Salerne Trapani Trévise Trieste Turin Venise Vérone |
| 100 km1:7 506 000 |

## Aujourd'hui
L'aéroport est géré par une société à la fois privée et publique, Sacal S.p.A. Les vols en partance ou à destination de Lamezia sont nationaux et internationaux.
Le 27 décembre 2007, les travaux pour prolonger la piste de 2 414 mètres à 3 000 mètres ont été acceptés.
En novembre 2008, le projet pour la construction d'un nouveau terminal a été approuvé. Il s'agit de remplacer complètement le terminal actuel afin de faire face à l'augmentation du nombre de passagers, et d'y installer de nombreux nouveaux moyens, notamment des passerelles aéroportuaires pour rejoindre les avions, dont l'aéroport actuel ne dispose pas. Le coût total des nouvelles infrastructures a été estimé a 50 millions d'euros. En 2016, aucune nouvelle information sur la date du début des travaux n'a été donnée.

## Statistiques

### En graphique
Le graphique qui aurait dû être présenté ici ne peut pas être affiché car il utilise l'ancienne extension Graph, désactivée pour des questions de sécurité. Des indications pour créer un nouveau graphique avec la nouvelle extension Chart sont disponibles ici.

Voir la requête brute et les sources sur Wikidata.

### Zoom sur l'impact du covid de 2019-2020
Le graphique qui aurait dû être présenté ici ne peut pas être affiché car il utilise l'ancienne extension Graph, désactivée pour des questions de sécurité. Des indications pour créer un nouveau graphique avec la nouvelle extension Chart sont disponibles ici.

Voir la requête brute et les sources sur Wikidata.

## Compagnies aériennes et destinations
| Compagnies           | Destinations |
| -------------------- | --- |
| AeroItalia           | Florence-Peretola En saison : Bergame-Orio al Serio |
| AirExplore           | En saison charter : Bratislava-M. R. Štefánik |
| Air Transat          | En saison : Toronto (Pearson) |
| AlbaStar             | En saison : Bergame-Orio al Serio, Pérouse-Sant'Egidio |
| Austrian Airlines    | En saison : Vienne-Schwechat |
| Condor               | En saison : Düsseldorf, Francfort, Munich-F. J. Strauß |
| easyJet              | Bâle-Mulhouse, Milan-Malpensa En saison : Genève-Cointrin, Nice-Côte d'Azur |
| Edelweiss Air        | Zurich |
| European Air Charter | En saison charter : Sofia-Vrajdebna |
| Eurowings            | En saison : Cologne/Bonn-K. Adenauer, Düsseldorf, Salzbourg-W. A. Mozart, Stuttgart En saison charter : Innsbruck-Kranebitten |
| Eurowings Discover   | En saison : Francfort, Munich-F. J. Strauß |
| Finnair              | En saison charter : Helsinki-Vantaa |
| ITA Airways          | Milan-Linate, Rome Léonard-de-Vinci/Fiumicino |
| LOT Polish Airlines  | En saison : Varsovie-Chopin |
| Luxair               | En saison : Luxembourg-Findel |
| Neos                 | En saison : Milan-Malpensa, Vérone - Villafranca |
| Ryanair              | - Bergame-Orio al Serio, - Bologne-Borgo Panigale, - Charleroi Bruxelles-Sud, - Gênes-Christophe-Colomb, - Londres-Stansted, - Malte, - Memmingen, - Milan-Malpensa, - Pise-Galileo Galilei, - Turin S.-Pertini (Caselle), - Vérone - Villafranca En saison : - Cracovie-Jean-Paul II, - Karlsruhe/Baden-Baden, - Nuremberg-A. Dürer, - Trévise-Sant'Angelo, - Venise - Marco Polo, - Vienne-Schwechat |
| SmartWings           | En saison : Brno-Tuřany, Prague-Václav-Havel |
| SkyAlps              | En saison : Bolzano |
| Transavia France     | En saison : Paris-Orly |
| TUI Airways          | En saison : Londres-Gatwick , Manchester |
| TUI fly Belgium      | En saison : Bruxelles-National |
| Wizz Air             | Tirana-Mère-Teresa |

Édité le 13/11/2018. Actualisé le 07/01/2023.

## Galerie

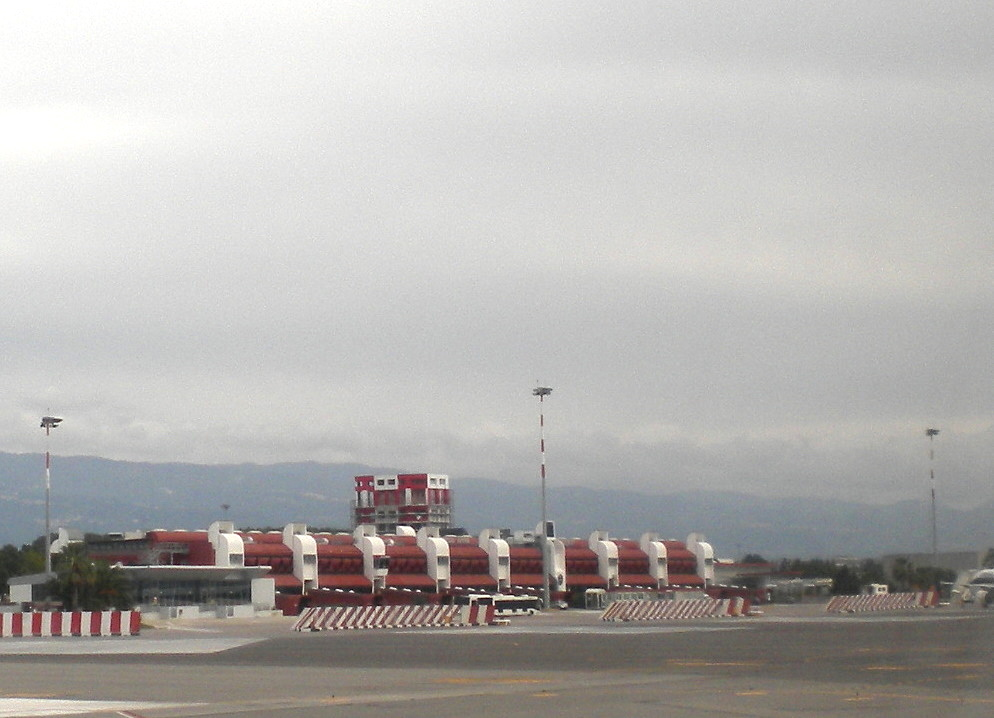
Une photo de l'aéroport en 2010 depuis la piste.
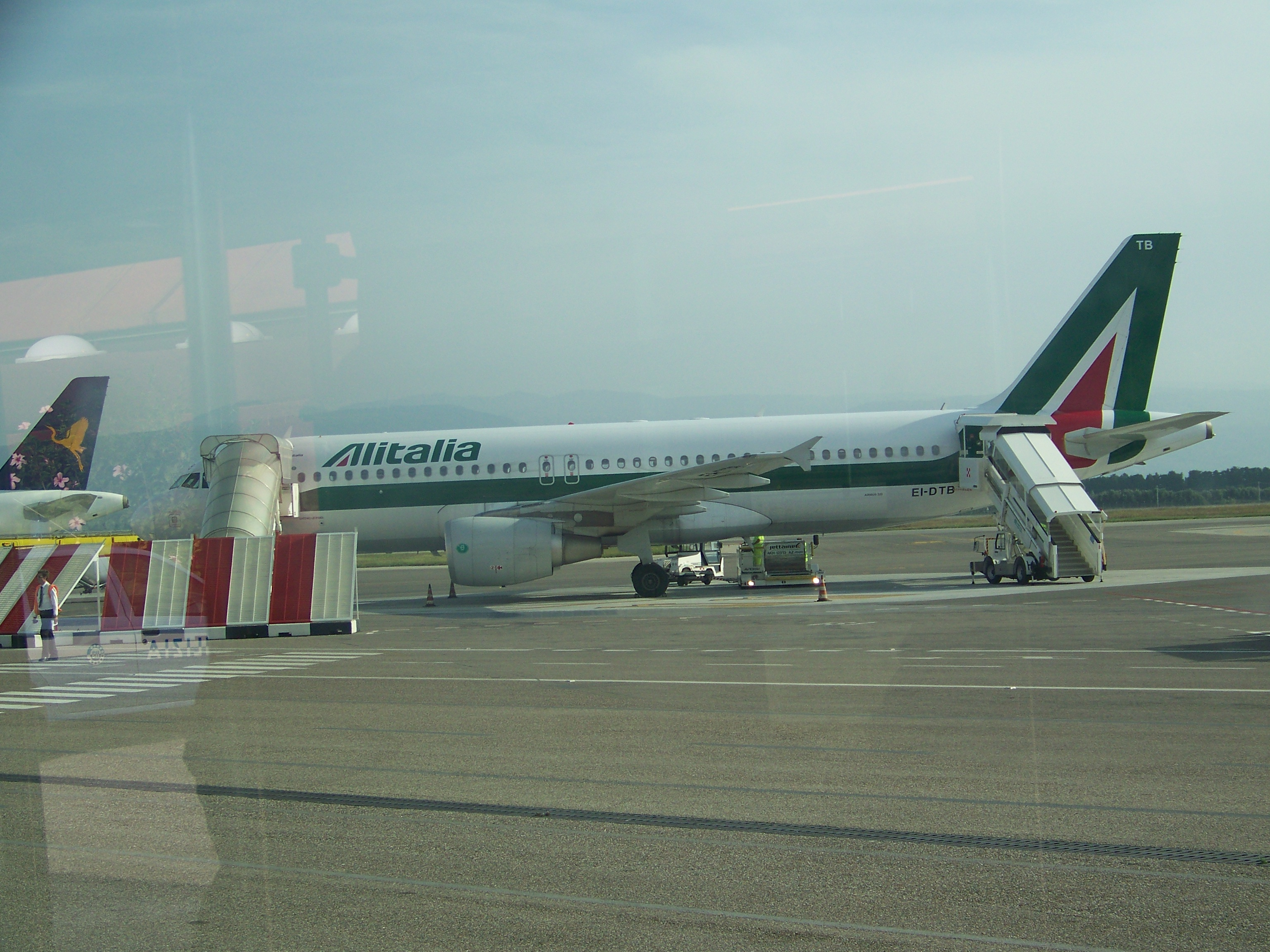
A320 Alitalia en 2010 ainsi qu'une dérive Air One.